# Goretex

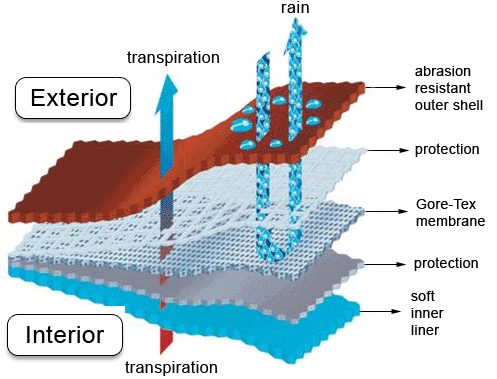
Goretexmembranets olika lager.

Goretex, även Gore-Tex och GORE-TEX, är ett vattenavvisande och luftgenomsläppligt textilt membran samt ett registrerat varumärke som ägs av W. L. Gore and Associates. Goretex består av expanderad polytetrafluoreten (PTFE, i denna form kallad ePTFE), en fluorplast också känd som teflon, samt andra fluorplaster. Goretexmembranet har porer mellan fibrerna som är 20 000 gånger mindre än en vattendroppe och detta hindrar vatten från att tränga igenom. Däremot är porerna tillräckligt stora för att släppa igenom molekylerna i vattenånga. På så vis blir membranet vattentätt, men släpper samtidigt igenom fukt och luft. Goretexmembranet lamineras mot ett yttertyg som passar det tänkta användningsområdet - ofta skor eller friluftskläder. Tyget behandlas så att vattendroppar ska ”pärla” sig och rulla av ytan på plagget.
Den kommersiella produktionen inleddes 1976. Materialet uppfanns av USA-ingenjören Wilbert L. "Bill" Gore (1912-1986), Rowena Taylor och Gores son Robert W. Gore. Namnet kommer av familjenamnet Gore. 

## Historik
Goretex lanserades som material i regnkläder som kan andas. På den svenska konsumentmarknaden blev de vanliga i början av 1980-talet. Då gick det att köpa materialet i metervara och somliga sydde egna plagg och tillbehör. Senare upphörde Goretex med den fria användningen och materialet finns numera i färdiga produkter, så som skor, kängor, jackor, byxor och handskar. Användningen regleras genom licensavtal med tillverkare.
Förutom till kläder används Goretex även för tillverkning av konstgjorda kroppsdelar, som blodkärl och ledband, eftersom det är inert och inte stöts bort av kroppen. 

## Miljöpåverkan
Naturskyddsföreningen uppmärksammade 2006 att Goretex utgör en miljöfara på grund av dess innehåll av fluorerade kolväten. Denna typ av miljögift är svårnedbrytbart, giftigt och kan lagras i fett hos levande organismer. 
I januari 2014 meddelade Gore Fabrics, tillverkarna av Goretex, att de slutfört ett mångårigt arbete med att fasa ut PFOA (perfluoroktansyra) från alla råvaror som används i tillverkningen av funktionella textilier för kläder, skor och accessoarer. År 2017 lovade Gore Fabrics fasa ut miljömässigt problematisk PFC från sina konsumentprodukter. Detta inkluderar jackor, skor, handskar och tillbehör. Slutet av 2025 planerar Gore Fabrics att ha eliminerat miljömässigt problematisk PFC från majoriteten av sina konsumentprodukter.
2023 stämdes Gore för PFAS-relaterad vattenförorening runt dess tillverkningsanläggning i Cecil County, Maryland. En utredning beordrades av Maryland Department of the Environment och invånare i övervakningsområdet har erbjudits vatten på flaska. En av rättegångarna hävdar att företaget kände till farorna sedan 1990-talet.